# YouTube Premium
YouTube Premium（ユーチューブ プレミアム、旧称：YouTube Red）は、動画プラットフォームのYouTubeが提供するサブスクリプションサービスである。提供するサービスには、広告なしの動画再生、モバイル端末でのバックグラウンド再生、動画保存によるオフライン再生、音楽ストリーミングサービスYouTube Music Premiumへのアクセス、クリエーターとのコラボレーションにより制作されたYouTube Originals番組へのアクセスなどがある。また、ベータ版として開発されている一部機能(超高速倍率再生や、高ビットレートの映像配信や音声など)の優先利用権も与えられる。

## 概要
2014年11月に「YouTube Music Key」としてサービス開始。2015年10月21日に「YouTube Red」にサービス名を変更。
2018年6月にはサービス名を「YouTube Premium」に再度変更。2018年11月13日には、「YouTube Music」と同時に日本でサービス開始された。
動画・音楽の広告なしでの再生、モバイルアプリでのオフライン再生やバックグラウンド再生、オリジナル番組「YouTube Originals」の独占視聴を加入者に提供する。なお、既存の「YouTube ムービー」のレンタル視聴・購入および「チャンネルメンバーシップ」については、YouTube Premiumに加入したとしても別途料金が必要となる。
2021年8月、ミュージックビデオおよびYouTube Musicを除き広告なしでの動画再生のみを提供する「YouTube Premium Lite」をヨーロッパの一部各国で試験運用を開始した。2023年10月にPremium Liteは一旦廃止されたが、2024年10月には新たなバージョンでオーストラリアやドイツ、タイでパイロット版の提供を開始、
2025年3月にはアメリカでも提供を開始した。
2023年4月、1080pでアップロードされた動画のビットレートを強化した画質設定「1080p Premium」をモバイルアプリ向けに提供開始した。同年8月からはWeb版でも利用可能となった。

## 問題点
複数の付加価値を与えるプランになっているが、現状、YouTube Premiumの最大のメリットは広告を排除し、スムーズな再生を行える点が大きい。実際、その統合を見越してか、海外ではPremiumより廉価な広告のみを排除できる契約もあったがそれを廃止している。また、YouTube側からすれば、企業からの広告収益によって成り立っている点、課金すれば（Premiumに加入すれば）広告を排除できる点の、Wスタンダードも問題点にある。
皮肉にもYouTube Premiumの促進は、広告主側からすれば広告を見てほしいという機会の損失に繋がる。
近年においては広告は頻繁・過度になってきており（連続広告、長時間広告、脈絡なくいきなり挿入される中間広告、スキップ不能広告等）、広告が見たくなければ、Premiumに加入しなさい（広告を排除するための広告をする矛盾性）。というYouTube内での盛んな誘導広告や広告を回避するために設定されている料金設定（2024年時点で1280円）の妥当性に問題点も指摘されている。

## オリジナル番組
各国の番組は「List of original programs distributed by YouTube Premium」を参照
| タイトル                             | ジャンル         | 公開日         | 投稿者・出演者                                |
| ------------------------------------ | ---------------- | -------------- | --------------------------------------------- |
| Re:Imagine                           | ドキュメンタリー | 2018年12月11日 | SEKAI NO OWARI                                |
| The Fake Show                        | ドラマ           | 2018年12月12日 | はじめしゃちょー                              |
| Re:SET                               | ドキュメンタリー | 2019年4月3日   | 水曜日のカンパネラ                            |
| フィッシャーズと失われし碧き秘宝     | バラエティ番組   | 2019年4月24日  | Fischer’s                                     |
| のんたれ                             | ドキュメンタリー | 2019年10月2日  | のん                                          |
| OBSOLETE                             | アニメーション   | 2019年12月3日  | バンダイビジュアル                            |
| 株式会社グレーゾーン・エージェンシー | バラエティ番組   | 2020年3月23日  | 東海オンエア                                  |
| 30 DAYS WITH: はなおでんがん         | ドキュメンタリー | 2020年12月3日  | はなおでんがん                                |
| Record Crushers                      | スポーツ         | 2021年7月22日  | スカイピース、すしらーめん《りく》、QuizKnock |
| ウチら無条件セレブ                   | ドキュメンタリー | 2021年8月27日  | kemio                                         |
| フィッシャーズ・クエスト             | スポーツ         | 2021年12月14日 | Fischer’s                                     |
| グレーゾーン・アイランド             | バラエティ番組   | 2022年8月1日   | 東海オンエア                                  |